# Abraham Bloemaert

Paisagem com a pregação de João Batista (139 × 188 cm). Oléo sobre tela, feito por volta de 1600.

Abraham Bloemaert (Gorinchem, 1566 — Utrecht, 27 de janeiro de 1651), foi um pintor e gravurista neerlandês.
Bloemaert era filho de um arquiteto que mudou-se com sua família para Utrecht em 1575, onde Abraham foi primeiramente um pupilo de Gerrit Splinter (pupilo de Frans Floris) e depois de Joos de Beer. Estudou três anos em Paris, tutorado por vários mestres, para depois retornar para seu país natal e receber um treinamento complementar de Hieronymus Francken. Em 1591, Bloemaert foi a Amsterdã, e quatro anos depois fixou-se por fim em Utrecht, onde tornou-se reitor da Guilda de São Lucas.
Bloemaert saiu-se melhor como colorista do que como desenhista. Era extremamente produtivo no que fazia, pintando e gravando figuras alegórias e históricas, paisagens, natureza-morta, animais e flores. Entre os seus pupilos estão seus filhos Hendrick, Frederick, Cornelius e Adriaan (todos eles conquistaram reputação considerável como pintores e gravuristas), além de Gerard van Honthorst, Ferdinand Bol e Jacob Gerritsz Cuyp.

## Redescobertas
- Loth e suas filhas (120 x 220 cm), óleo sobre tela (redescoberto em 2006 pelo Prof. Alain Béjard & Dimitri Joannidès, Instituto Alicem, Luxemburgo)

## Galeria

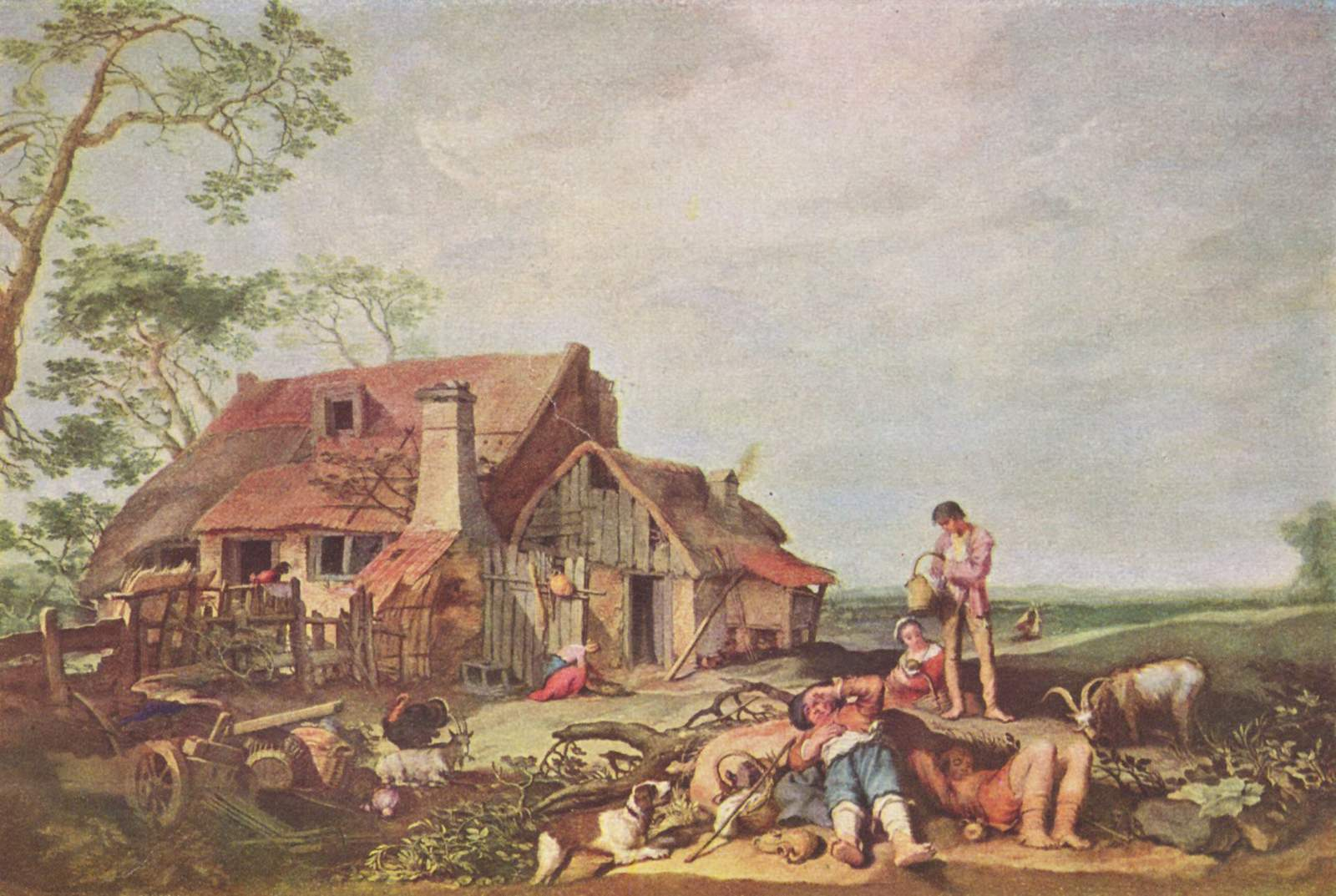
Paisagem com camponeses descansando, (1650). Óleo sobre tela, 91 x 133 cm. Staatliche Museen, Berlim.
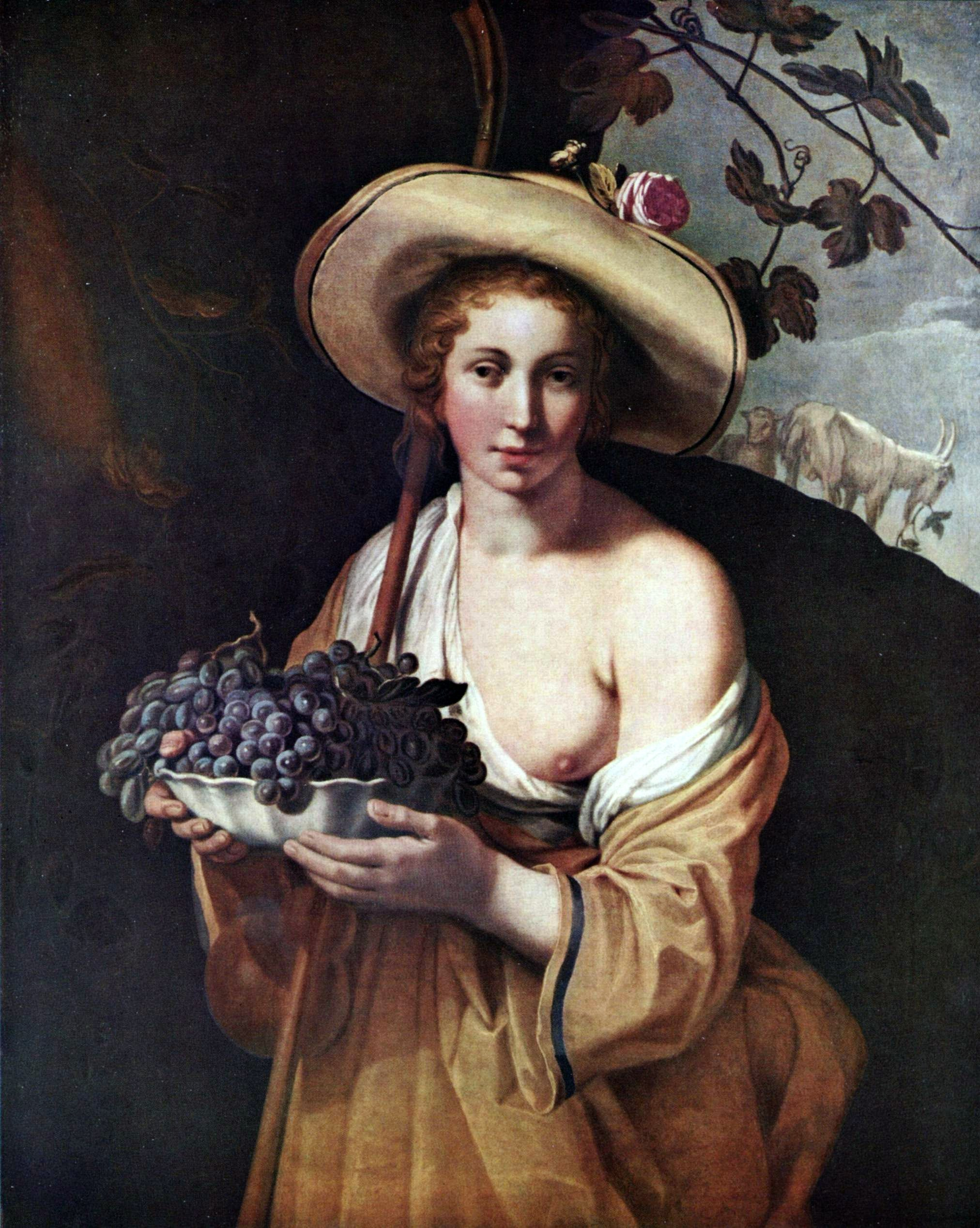
Shepherdess (1600). Óleo sobre tela, 104 × 84 cm. Kunsthalle, Karlsruhe.
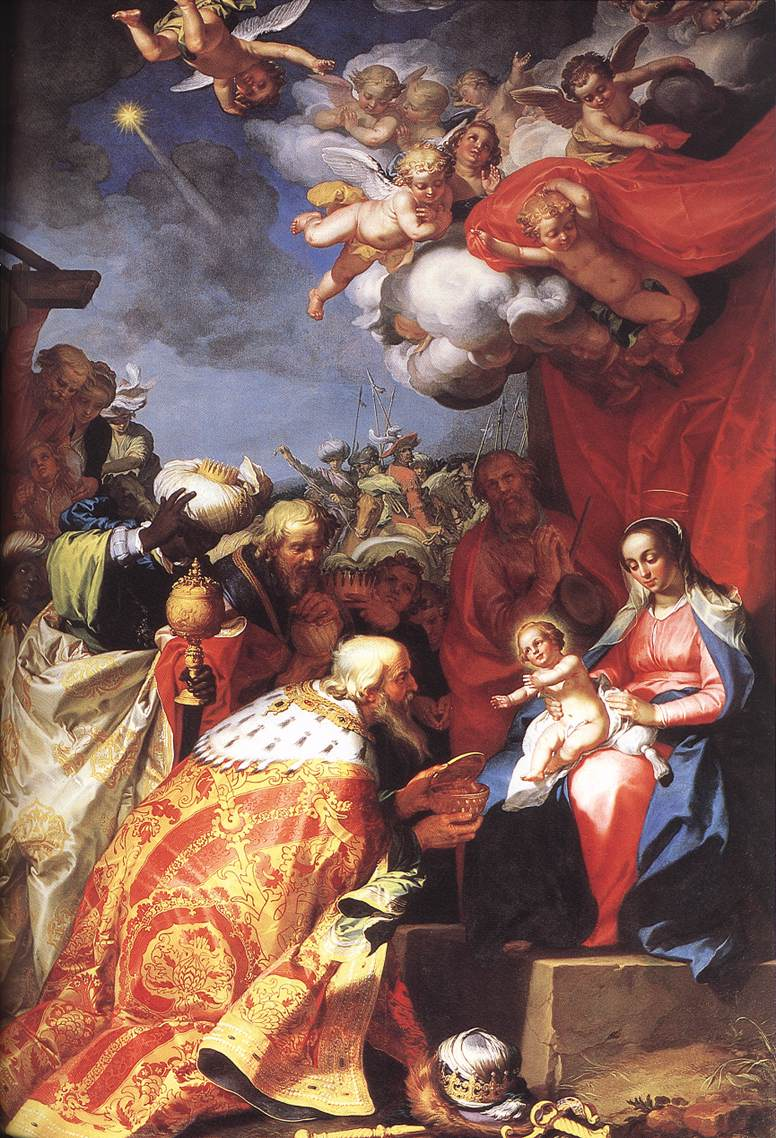
Adoration des Mages, (1623-1624) Museu de Grenoble, França.
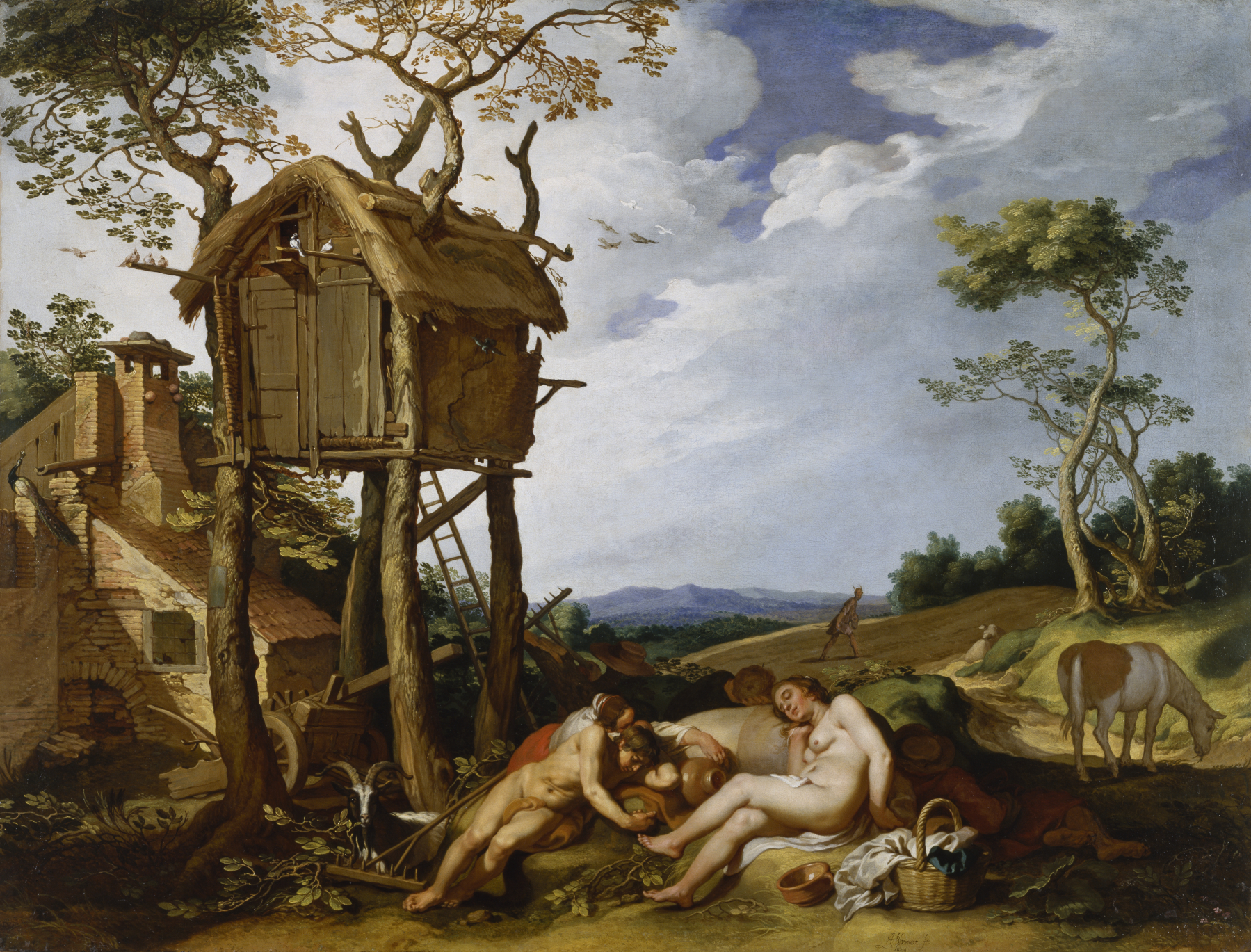
Parábola do joio e do trigo, 1624. 100.4 x 132.5 cm. Museu de Arte Walters